# Kanton Sainte-Rose-1
Kanton Sainte-Rose-1 (francouzsky Canton de Sainte-Rose-1) je francouzský kanton v departementu Guadeloupe v regionu Guadeloupe. Tvoří ho části obcí Sainte-Rose, Bouillante a obce Deshaies a Pointe-Noire.